# Jodi Fountain McLeod
Jodi Fountain McLeod is een personage uit de Australische televisieserie McLeod's Daughters en de derde McLeod Daughter van de eerste generatie. Ze werd van 2001 tot 2007 gespeeld door Rachael Carpani.

## Biografie
Jodi werd als Jodi Fountain geboren in 1983. Haar vader, Kevin Fountain, liet haar en haar moeder in de steek toen ze nog maar net 1 jaar was. Jodi groeide op bij haar moeder Meg Fountain op de boerderij "Drovers Run". Ze ging naar de lokale Hogeschool, waarvan de opleiding werd betaald door Drovers eigenaar Jack McLeod. Op deze school ontmoette Jodi ook haar beste vriendin Kate Manfredi. De twee verloren elkaar uit het oog toen ze een andere opleiding gingen volgen. Toen Jodi's examenuitslag dramatisch slecht bleek te zijn, werd ze door haar moeder gedwongen haar respect terug te verdienen, en wel door op Drovers Run aan de slag te gaan. Jodi droomde er echter van om te gaan reizen over de hele wereld en kreeg daar al snel de kans voor. Haar wereldreis was maar van korte duur en ze begon zich uiteindelijk te hechten aan Drovers. Wanneer haar moeder een bod krijgt om in Schotland een baan aan te nemen, besluit Jodi om op Drovers te blijven en zo zelfstandig te worden. Ze verdient het respect van de huidige eigenaars Claire en Tess McLeod, nadat hun vader Jack is overleden. Jodi wordt ook weer herenigd met Kate Manfredi, die Megs plaats in komt nemen op de boerderij.

## Jack McLeod
Op haar 22e verjaardag ontvangt Jodi een cheque van de bank, die op Jack McLeods naam staat. De cheque moest naar Jodi worden gestuurd als zij 22 zou worden. De cheque bevat een bedrag van $ 1.000 en Jodi vraagt zich af waarom Jack haar dat zou geven. Meg biedt aan om de cheque te gaan innen bij de bank en Jodi accepteert het. Meg rijdt naar de bank en terug op Drovers geeft ze het geld aan Jodi, maar Stevie ontdekt dat er $ 1.000 is verdwenen van Meg haar eigen rekening. Als ze om uitleg vraagt zegt Meg dat Stevie zich niet met haar zaken moet bemoeien. Voordat haar verjaardagsfeest aanbreekt die namiddag wordt Jodi gebeld door de bank, met de vraag of ze het geld nog komt innen. Vervolgens geeft de bank de mededeling dat er een fout is gemaakt op de cheque. Het gaat niet om een bedrag van $ 1.000, maar om $ 100.000. Jodi stormt haar verjaardagsfeest op en eist een verklaring van Meg. Doodsbang geeft Meg toe dat Jack het heeft gedaan omdat er een mogelijkheid was dat hij de vader van Jodi was. Jodi is woest op haar moeder en bant haar uit haar leven. Niet lang daarna doet Jodi een DNA-test om uit te zoeken of ze werkelijk Jacks dochter is. Na enkele weken komt de uitslag die zegt dat ze inderdaad Jack McLeods dochter is. Jodi vertelt het aan Tess, maar die weet niet hoe ze ermee om moet gaan. Haar man Nick is net overleden en om Jodi te accepteren als haar zus voelt als verraad, aangezien Claire zelf is gestorven. Jodi voelt zich buitengesloten, maar Tess realiseert zich dat Jodi hier niets aan kon doen en de twee ontwikkelen een zusterlijke band. Wanneer Tess vertrekt naar Argentinië laat ze Jodi en Stevie achter met beiden een helft van Drovers in hun bezit. Jodi ontwikkelt zich als een echte McLeods Daughter en verdient respect bij iedereen. Ze neemt uiteindelijk ook de naam "McLeod" aan als haar tweede achternaam.

## De liefde
Jodi is een geboren romanticus, maar heeft zelf maar weinig geluk in de liefde. Ze ondergaat enkele drastische veranderingen, maar eindigt uiteindelijk wel bij de liefde van haar leven.

### Alberto Borelli
Jodi is 18 jaar wanneer de Italiaanse Alberto Borelli naar Drovers komt en vraagt om een baantje. De twee worden verliefd, maar al snel komt iedereen erachter dat Alberto illegaal in Australië is. Alberto wordt door de immigrantendienst opgehaald om een jaar lang het Italiaanse leger te dienen. Jodi en Alberto schrijven elkaar, maar op een gegeven moment komen er geen brieven meer van Alberto. Jodi denkt dat hij haar is vergeten en krijgt een knipperlicht relatie met Craig Woodland. Als ze een jaar later staat te wachten op Craig, keert Alberto terug. Craig blijkt brieven van Alberto te hebben achter gehouden om Jodi voor zichzelf te hebben. Nog diezelfde dag verloven Jodi en Alberto zich en gaan samenwonen in de stad. Hun geld is al snel op als beiden hun baantje in de stad verliezen en ze keren weer terug naar Drovers Run. Hun relatie krijgt wat moeilijke tijden te verduren als Craig niet opgeeft om Jodi terug te krijgen en Jodi vreemdgaat tijdens haar wereldreis. De twee houden hun verloving echter aan en de dag van hun huwelijk breekt dan aan. Jodi draagt de trouwjurk van haar moeder en de ketting van haar oma. Als Jodi voor het altaar staat, krijgt ze de kriebels. Er wordt een hoge druk op haar gelegd als Alberto praat over een groot gezin met veel kinderen. Jodi stelt zich die toekomst voor en beseft dat ze er nog niet klaar voor is. Zonder de huwelijkspapieren te tekenen gaat Jodi ervandoor en nadat hun huwelijk uiteindelijk nietig is verklaard, vertrekt Alberto van Drovers Run

### Luke Morgan
Wanneer Jodi op zoek is naar een eigen auto, neemt Terry Dodge op dat moment een nieuwe monteur aan, Luke Morgan. Hij helpt Terry te overtuigen dat de auto die Jodi voor ogen heeft prima op het platteland rijdt. Luke blijkt wel een crimineel verleden te hebben. Als Jodi hem vraagt waarom hij altijd geheimzinnig doet over zijn uitstapjes laat hij haar zien dat hij een taakstraf van 100 uur heeft bij een bejaardentehuis. Jodi zegt hem dat het haar niets uitmaakt en de twee krijgen dan al snel een relatie. Hoewel Jodi zich eerst als een dolverliefde puber gedraagt, ontdekt ze al snel dat haar relatie met Luke anders is dan met Alberto. Luke is volwassener en door de regelmatige problemen waar hun relatie op stuit, wordt Jodi zelf ook steeds volwassener. Luke wordt benaderd door de politie als blijkt dat enkele criminelen zich in Gungelan hebben gevestigd. Luke heeft connecties met hen door zijn eigen broer, Kane Morgan, die een duister verleden heeft. Luke brengt Jodi op de hoogte van zijn deal met de politie en Jodi maakt zich dan ook geen zorgen. Luke komt echter steeds dieper in de problemen wanneer hij een klus moet accepteren van de criminelen, om zo informatie te achter halen. De politie weet de criminelen te arresteren, maar nu Luke medeplichtig is aan de klusjes wordt hij ook onder arrest geplaatst. Jodi ziet haar vriendje voor 2 jaar naar de gevangenis verdwijnen.

### Rob Shelton
Wanneer Tess en Nick een contract krijgen aangeboden in Argentinië, vertrekt het stel naar het land. Nicks plek op Killarney wordt overgenomen door Rob Shelton. Door zijn eigen manier van werken maakt hij zich niet populair bij de rest van Killarney en Drovers Run. Jodi, Kate en Stevie proberen enkele keren contact met hem te maken, maar Rob stelt zich niet open voor iemand en al snel staat hij bekend als een arrogante loner. Hoewel hij het liefst zo min mogelijk om gaat met mensen, lijkt hij zich meer open te stellen als het gaat om Jodi. Jodi begint vreemde dingen aan Rob te merken. Als Jodi een auto-ongeluk heeft gehad en Rob de eerste is die haar ziet, noemt hij haar Anna in plaats van Jodi en Jodi ziet een paar keer een foto die Rob bij zich draagt, van een vrouw die als twee druppels water lijkt op Jodi. Desondanks bouwen Jodi en Rob een vriendschap op. Rob helpt Jodi als ze erachter komt dat ze de dochter van Jack McLeod is en zegt haar dat ze moet doen wat ze denkt dat het beste is. Jodi komt er uiteindelijk ook achter wat Robs grote geheim is. Op z'n vorige werk kwam Rob erachter dat z'n collega's geld witwasten en in drugs handelden. Vervolgens zijn z'n vrouw en zoontje omgekomen bij een auto-ongeluk, die met opzet is geregeld door z'n collega's. Sindsdien zit Rob onder het Getuigen Programma, totdat ze rechtszaak begint. Nu Jodi zijn grote geheim weet, probeert Rob afstand van haar te houden omdat hij bang is dat ze haar zullen ontdekken. Toch trekken de twee steeds weer naar elkaar toe. Wanneer er een journalist op Drovers Run verschijnt, genaamd Tom, lijkt hij meer interesse in Jodi te hebben dan in Nick, die niet blijkt te zijn gestorven in een vliegtuig ongeluk. Als Jodi op Killarney hoort dat de journalist ook naar Matt had gevraagd, dringt het tot haar door dat deze journalist een huurmoordenaar is die Rob op het spoor is gekomen. Ze weet Rob op tijd te waarschuwen, maar een zinderende achtervolging is het gevolg. Tom zit hen op de hielen en ondanks het feit dat hij Rob weet te raken met zijn geweer, halen Jodi en Rob het tot Drovers Run. Dankzij een slimme val van Stevie weten ze Tom te grijpen en hem over te leveren aan de politie. De rechtszaak van Rob is echter nog lang niet in zicht en hij is dan ook gedwongen om Drovers te verlaten en een nieuwe identiteit te krijgen. Jodi en Rob zeggen vaarwel, beiden vol ontkenning dat een relatie zich had kunnen ontwikkelen.

### Riley Ward
Wanneer Stevie denkt om een trainingsprogramma op te starten met de paarden van Drovers Run, en zo het plan van haar vroegere vriendin en overleden eigenaar van Drovers, Claire McLeod, voort te zetten, vindt ze al snel een partner in de nieuwkomer Riley Ward. De twee starten een partnerschap. De eerste ontmoeting tussen Jodi en Riley verloopt stroef en ze kunnen totaal niet met elkaar opschieten. Rileys arrogante en eigenwijze karakter botst met de koppige en bijdehante Jodi. De twee zijn echter meerdere keren gedwongen om samen te werken als dingen mis gaan op Drovers en Killarney. De samenwerking verloopt steeds beter en ze leren meer van elkaar over andere dingen. Ze krijgen een goede vriendschap en Jodi komt langzaam over het verlies van Rob heen. Ze raakt steeds closer met Riley en ze flirten steeds vaker. Uiteindelijk besluiten de twee om maar eens op een eerste date te gaan. Hoewel Riley normaal gesproken een echte flierefluiter is, denkt hij over Jodi heel anders. Hij kan dan ook niet wachten tot hun date. Die lijkt echter heel ver weg te zijn wanneer een onverwachtse gast opduikt op Drovers Run...

### Matt Bosnich
Net wanneer Jodi er klaar voor is om een date met Riley aan te gaan, gebeuren er onverwachtse dingen. Wanneer ze staat te wachten op de scheerders, arriveert een onaangekondigde gast aan op Drovers. Rob is teruggekeerd. Hij heeft z'n eigen naam, Matt Bosnich, terug en de rechtszaken zijn achter de rug. Hij is terug naar Drovers gekomen voor Jodi, klaar om met haar een nieuw leven te beginnen. Jodi staat in tweestrijd nu twee mannen zich klaar maken om voor haar te vechten. Hoewel ze maandenlange nachtmerries over de achtervolging met Rob had en hoop bleef houden dat hij terug zou keren heeft Jodi inmiddels ook gevoelens ontwikkelt voor Riley. Matt herinnert haar aan hun tijd samen, maar Jodi zegt dat het pas kort voor zijn verdwijning was dat ze close werden en dat ze haar toekomst niet op zo'n dunne basis wil vestigen. Tijdens de weken erna gebeuren er ongelukken met zowel Matt als Jodi en beiden schieten elkaar steeds te hulp. Na nog een week verklaren zowel Riley als Matt hun liefde voor haar. Jodi beseft dan dat Riley gewoon haar beste vriend is, maar dat ze van Matt houdt. Matt trekt in op Drovers Run, maar hun geluk is maar van korte duur. Een nieuwe prijs is opgesteld voor Matts leven en hij is opnieuw gedwongen om onder een valse identiteit te gaan leven en van Drovers te vertrekken. Hij wil niet dat Jodi haar leven opgeeft voor hem en zegt haar te blijven op Drovers. Jodi is verslagen, maar Stevie geeft haar advies om naar haar hart te luisteren. Jodi maakt een besluit en pakt haar spullen. Ze neemt afscheid van haar geliefde thuis, vrienden en familie en vertrekt met Matt. Echter, Stevie, Regan, Moira en Tayler zijn nog maar net op het hoofdpad als ze een gigantische explosie zien. Ze haasten zich terug naar de plek van Jodi en Matt afscheid namen, maar het enige wat ze nu nog zien in hun auto die totaal uitgebrand is. De auto zat vol met boobytraps, wat hun levens heeft gekost. Zowel Kate als Meg keren terug naar Drovers voor de begrafenissen van Jodi en Matt en iedereen rouwt om hun dood. Stevie en Kate zijn stomverbaasd als Meg heeft besloten dat ze worden begraven op de openbare begraafplaats, in plaats van op Drovers, waar ook Jack en Claire zijn begraven. Meg negeert hun verontwaardiging echter en al snel blijkt waarom. Na de begrafenis brengt Meg hen naar de afgelegen plek, waar een levende Jodi en Matt hen staan op te wachten. Ze zijn op tijd uit de auto komen, waardoor iedereen dácht dat ze dood waren. Hoewel hun levens zijn geëindigd, moeten Jodi en Matt alsnog vertrekken om zo niet te worden gevonden. Opnieuw neemt iedereen afscheid, maar nu ze weten dat Jodi leeft en bij Matt is, zijn ze bereid om haar te laten gaan. Jodi laat haar erfgedeelte achter aan Regan, Jasmine en Grace McLeod en vertrekt vervolgens voorgoed van Drovers Run.

## Trivia
- Jodi Fountain had in de originele film uit 1996 maar een heel kleine rol, maar in de serie werd haar rol al snel uitgebreid.
- De verhaallijn van Jodi en Jack was in seizoen 2 al in werking gezet, toen bleek dat Meg ooit een affaire had met Jack. In seizoen 4 kwam Jodi hierachter en in seizoen 5 werd bekend dat Jodi Jacks dochter was.
- Hoewel Jodi al vroeg droomde van wereldreizen en alle landen bezoeken, blijkt haar "reisvirus" te zijn genezen als ze met haar moeder naar Schotland kan gaan, maar in plaats daarvan kiest ze om op Drovers te blijven.
- In seizoen 6 keert Jodi's "vader" Kevin Fountain terug, maar al snel blijkt dat hij is gekomen vanwege Jodi's erfenis van $ 100.000. Jodi wijst hem vervolgens de deur en zegt dat hij vanaf nu een volslagen onbekende is voor haar.
- De actrice achter Jodi, Rachael Carpani, besloot halverwege seizoen 6 al dat ze de serie wilde verlaten. Ze had echter nog een contract van 1 jaar en daarom besloten de producers om in de laatste aflevering van seizoen 6 Jonny Pavolsky terug te laten komen, die de rol van Rob Shelton/Matt Bosnich speelde. Met hem zou ze uiteindelijk ook de serie verlaten.